# Інсентив-туризм
Інсентив-туризм (заохочувальний туризм; від англ. incentive — спонукальний мотив, стимул, натхнення, заохочення) — вид ділового туризму; туристичні поїздки, що організовуються підприємствами та фірмами для своїх співробітників чи партнерів як винагорода за високі показники в роботі.
Інсентив-туризм зародився у 1960-ті роки у США. В США щорічно витрачається близько 25 млрд доларів на інсентив-програми, з них понад 10 млрд — на інсентив-тури.
На теперішній час у Великій Британії на інсентив-тури припадає 40 відсотків загальних витрат
підприємств на стимулювання робітників, а у Франції та Німеччині майже 50 відсотків. Тривалість поїздок 3–7 днів, вартість середня (за європейськими мірками) — 1000 доларів США.
Бурхливе зростання заохочувального туризму у світі привело до створення ряду асоціацій цього профілю, проведення конференцій, організації виставок і видання спеціальних каталогів.
Прогнозується, що у XXI ст. інсентив-туризм перетвориться на основну форму заохочення найманих працівників.
Інсентив-туризм, як правило, відрізняється від масового туристичного продукту певною специфікою, а то й екстравагантністю: прогулянка на повітряній кулі чи політ на бойовому винищувачі, пікнік на альпійській вершині чи виживання у джунглях, спуск у морські глибини чи навколосвітня подорож, дегустація екзотичних страв і спиртних напоїв чи участь у поліцейській спецоперації та інше.
На сьогодні сформувалося три напрямки розвитку інсентив-туризму:
- колективні поїздки на відпочинок, які суміщаються з діловими заходами;
- виїзди колективів фірм, спрямовані на створення працездатних команд, так званий «team building» — формування команди;
- заохочувальні туристичні поїздки.

Інсентив-тури сприяють розвитку компанії:
- це відображення успішності компанії;
- спосіб встановити нові ділові контакти, створити довготривалі стосунки;
- можливість віддячити і заохотити своїх найкращих співробітників;
- можливість ще раз нагадати про професіоналізм і надійність;
- частина рекламної компанії, адже співробітники — це найкраща реклама.
Найвідоміші інсентив-тури проходять у: — Франції (слідами норманських завойовників); — Шотландії (в пошуках лох-неського чудовиська); — Туреччині (цивілізація); — Нідерланди (смак Голландії); — Італія (у вині істина).
Інсентив-туризм — це той самий рідкісний випадок, коли поєднується приємне з корисним. Бурхливе зростання заохочувального туризму у світі привело до створення ряду асоціацій цього профілю, проведення конференцій, організації виставок і видання спеціальних каталогів. У світі витрати на організацію інсентив-туризму становлять 5—6 млрд $ США.